# RKS Nitra – Jarok
RKS Nitra – Jarok je středovlnný vysílač ve Slovensku sloužící k rozhlasovému vysílání. Vysílalo z něj přes den Rádio Patria (rádio pro národní menšiny, většinou maďarsky) a v noci Rádio Devín na frekvenci 1098 kHz s výkonem 25 kW. Tuto frekvenci měl vysílač vždy. Má 1 stožár o výšce 133 m. Vysílání skončilo 31. 12. 2022 v 23:59:59
|         | Stanice      | Kmitočet | Výkon |
| ------- | ------------ | -------- | ----- |
| AM (SV) | Rádio Patria | 1098 kHz | 25 kW |
| AM (SV) | Rádio Devín  | 1098 kHz | 25 kW |